# Daphnella patula
Daphnella patula é uma espécie de gastrópode do gênero Daphnella, pertencente à família Raphitomidae.